# La Pared de los Moros
La Pared de los Moros (deutsch: Die Mauer der Mauren) war eine römische Gewichtsstaumauer in der Provinz Teruel in Aragonien (Spanien) aus dem 3. Jh. n. Chr.
Der Damm hatte eine Länge von 68 Metern und staute den Farlán, einen Zufluss des Río Aguasvivas. Die bis zu 8,40 m hohe Gewichtsstaumauer hatte eine Basisbreite von 2,7 m. Sie ist für ihre Bauform eine extrem schlanke Mauer. Dies führte zu der Annahme, dass der Damm mit Erde verstärkt gewesen sein könnte. Diese Annahme konnte aber nicht archäologisch bestätigt werden. Die Mauer besteht aus zwei Außenschichten aus Kalk-Mörtel (opus incertum) und einem 70 cm dicken Kern aus römischem Beton (opus caementitium). Das damit gestaute Wasser wurde zur Bewässerung verwendet.
Die Staumauer ist als Ruine erhalten, in der Mitte hat sich das Fließgewässer bis unter die Basis eingeschnitten und dabei den Mittelteil der Mauer weggerissen.